# Wertermittlung
Als Wertermittlung bezeichnet man den Vorgang und das Ergebnis der Ermittlung von Werten wie dem Marktwert, Entscheidungswert, Informationswert, Sachwert, Verkehrswert, Unternehmenswert oder Zeitwert von einzelnen Vermögensgegenständen oder Sachgesamtheiten durch geeignete Schätzungsverfahren.

## Allgemeines
Wert und Preis werden in der Umgangssprache oft als Synonyme verwendet, in der Wirtschaft unterscheiden sie sich jedoch voneinander. Während der Preis der in Geldeinheiten gemessene Tauschwert einer spezifischen Tauschaktion zwischen Marktteilnehmern darstellt, versteht man unter dem Wert die aggregierte Preisvorstellung einer Gruppe von Marktteilnehmern oder einen Entscheidungswert (siehe Unternehmenswert). Der Preis ist eine am Markt beobachtbare objektive Größe, während der Wert zunächst subjektiv ist und nur durch eine sogenannte „Typisierung“ ein objektivierter Wert ableitbar ist (siehe Unternehmensbewertung). Der Wert eines Vermögensgegenstandes ist insbesondere abhängig von erwarteter Höhe, Zeitpunkt und Risiko der durch diesen generierten zukünftigen Zahlungen. Zwischen Preis und Wert sind Abweichungen möglich und üblich, denn „der Preis einer Sache muss ihrem Wert nicht entsprechen“. Das Element der Schätzung spielt dabei eine wesentliche Rolle. Ein Wert ist keine mathematisch genau ermittelbare Größe. So werden unterschiedliche Gutachter in der Regel zu verschiedenen Ergebnissen kommen. In der Rechtsprechung wird z. B. bei der Verkehrswertermittlung von Grundstücken von einer Bandbreite von ± 20 % ausgegangen.
Als zu bewertende Vermögensgegenstände kommen bewegliche Sachen, Grundstücke und grundstücksgleiche Rechte, Rechte und Belastungen hieran und Immaterialgüter in Frage, soweit sie keinen allgemein anerkannten und häufig ermittelten Preis, Marktpreis oder Börsenkurs besitzen. Bei den meisten Anleihen, Devisen, Sorten, Edelmetallen und Commodities erübrigt sich aufgrund des aussagefähigen Börsenkurses eine darüber hinausgehende Wertermittlung. Bei Unternehmen und Unternehmensanteilen (Aktien) ist eine Bewertung notwendig, weil wegen Kapitalmarktunvollkommenheiten (Kapitalmarktanomalien) Preis und Wert regelmäßig voneinander abweichen (siehe Unternehmensbewertung). Der Wert gerade neu erworbener Gebrauchsgegenstände muss in der Regel nicht ermittelt werden, weil ihr aktueller Kaufpreis herangezogen werden kann. Eine Wertermittlung ist deshalb für alle im Bestand gehaltenen Vermögensgegenstände ohne aktuellen Zeitwert erforderlich.

## Ermittlung
Die komplexeste aller Wertermittlungen ist die für Immobilien im Rahmen einer Grundstücksbewertung. Da Immobilien oft die wertvollsten Vermögensgegenstände darstellen und diese häufig mit einer Fremdfinanzierung verbunden sind, hat der Gesetzgeber zwecks Vereinheitlichung und Objektivierung im Juli 2010 die Immobilienwertermittlungsverordnung (ImmoWertV) in Kraft gesetzt, die für nachhaltig erzielbare Immobilienwerte sorgen soll. Ihr Vorläufer war die Wertermittlungsverordnung (WertV) vom September 1961, beide befassen sich auch mit der Auslegung der Verkehrswertdefinition des § 194 BauGB. Die Wertermittlung für alle übrigen Vermögensgegenstände ist dagegen relativ unkompliziert und erforderte deshalb keine besondere gesetzliche Regelung.

### Wertermittlung bei Immobilien
Ausgangspunkt ist die Legaldefinition des § 194 BauGB, wonach der Verkehrswert (oder Marktwert) durch den Preis bestimmt wird, der zum Bewertungsstichtag im gewöhnlichen Geschäftsverkehr nach den rechtlichen Gegebenheiten und tatsächlichen Eigenschaften, der sonstigen Beschaffenheit und der Lage des Grundstücks oder des sonstigen Gegenstands der Wertermittlung ohne Rücksicht auf ungewöhnliche oder persönliche Verhältnisse zu erzielen wäre. Hierzu schreibt die ImmoWertV bestimmte Wertarten und -verfahren (Vergleichswertverfahren gemäß § 15 ImmoWertV, Bodenwert/Sachwert/Sachwertverfahren § 16 ImmoWertV und Ertragswert/Ertragswertverfahren gemäß § 17 ImmoWertV) vor und sorgt hierdurch für einheitliche Berechnungsmethoden. Zu bewerten sind die Grundstücke (excl. Erbbaurechte) mit Gebäuden einschließlich Zubehör und wesentliche Bestandteile.
Die Wertermittlungsrichtlinien bieten eine Grundlage für die Ermittlung von Grundstückswerten durch die Gutachterausschüsse. Diese sind auch für die Ermittlung der Bodenrichtwerte zuständig.
Aus dem gutachterlich ermittelten Verkehrswert oder Marktwert dürfen Kreditinstitute den bankinternen Beleihungswert und hieraus die Beleihungsgrenze und den Beleihungsauslauf ableiten. Diese Wertkonventionen spielen bei der Beleihung von Immobilien im Rahmen der Immobilienfinanzierung die entscheidende Rolle bei der Festlegung des maximalen Kreditbetrags. Beim Beleihungswert handelt es sich um den Wert einer Kreditsicherheit (z. B. einer Immobilie), der langfristig mit einer hohen Wahrscheinlichkeit erreicht wird. Dieser unterliegt aufgrund der langfristigen Perspektive deutlich geringeren Schwankungen als andere gängige Formen der Immobilienwertermittlungsverfahren.

### Wertermittlung bei beweglichen Sachen
Bewegliche Sachen wie Maschinen oder Anlagen (bei Unternehmen), Sachgesamtheiten (beim Unternehmenskauf), Hausrat, Luxusgüter oder Oldtimer (Privathaushalte) und Teile des Staatsvermögens lassen sich anhand eigenständiger Wertmaßstäbe wie Marktwert, Metallwert, Sammlerwert, Substanzwert, Versicherungswert oder Wiederbeschaffungswert bewerten. Für Gebrauchtwagen gibt es die Schwacke-Liste, aber auch weitere Bewertungsmethoden.
Für die steuerliche Wertermittlung bei Schenkungen und Erbschaften ist gemäß § 11 ErbStG der Zeitpunkt der Entstehung der Steuer maßgebend, wobei sich gemäß § 12 Abs. 1 ErbStG die Bewertung nach den Vorschriften des Bewertungsgesetzes richtet.

### Wertermittlung bei Rechten
Für die Wertermittlung von Einlagen ist im Falle einer Sacheinlage der Zeitwert des Gegenstandes zum Zeitpunkt der Anmeldung ins Handelsregister, im Falle einer Sachübernahme der Zeitwert des Gegenstandes zum Zeitpunkt seines Übergangs auf die Gesellschaft maßgebend. Forderungen werden zu ihrem Nennwert, Lizenzen oder ähnliche Schutzrechte zu ihrem Buchwert bewertet.

## Steuerliche Wertermittlung
Das Bewertungsgesetz (BewG) regelt in Deutschland die steuerliche Bewertung von Vermögensgegenständen. Dabei kennt es vier Bewertungsmaßstäbe:
- der gemeine Wert (§ 9 BewG) ist der Verkaufspreis, der im gewöhnlichen Geschäftsverkehr zu erzielen wäre;
- der Teilwert (§ 10 BewG) ist der Betrag, den ein Käufer eines ganzen Betriebs im Rahmen des Gesamtkaufpreises für das einzelne Wirtschaftsgut ansetzen würde;
- der Ertragswert (§ 36 BewG) findet bei der Bewertung des land- und forstwirtschaftlichen Vermögens Anwendung. Er entspricht dem 18-fachen des Reinertrags, den ein solcher Betrieb bei ordnungsgemäßer und schuldenfreier Bewirtschaftung mit entlohnten Arbeitskräften nachhaltig erzielen kann;
- der Steuerbilanzwert (§ 109 BewG) ist der Wert, der bei Steuerpflichtigen, die ihren Gewinn nach § 4 Abs. 1 oder § 5 EStG ermitteln, zum Tragen kommt.

Für die Grundsteuer findet der Einheitswert nach dem BewG bzw. ab 2025 der Grundsteuerwert Verwendung, für die Erbschaft- und Schenkungsteuer der Bedarfswert.
Allerdings haben die Bewertungsregeln etwaiger Einzelsteuergesetze (z. B. § 6 EStG) Vorrang vor den Bewertungsregeln des BewG.

## Handelsrechtliche Wertermittlung
Das Handels- und Bilanzrecht kennt Wertermittlungsverfahren zum Zwecke der Bilanzierung. Der allgemeine Bewertungsgrundsatz des § 252 HGB verlangt insbesondere die Einzelbewertung von Vermögen und Schulden, wobei diese vorsichtig zu bewerten sind und alle vorhersehbaren Risiken und Verluste zu berücksichtigen hat. Das Vermögen ist gemäß § 252 Abs. 1 HGB höchstens zu den Anschaffungs- oder Herstellungskosten, vermindert um die Abschreibungen, zu bewerten. Dabei ist das Niederstwertprinzip zu beachten (§ 252 Abs. 2 und 3 HGB). Verbindlichkeiten sind zu ihrem Erfüllungsbetrag und Rückstellungen in Höhe des nach vernünftiger kaufmännischer Beurteilung notwendigen Erfüllungsbetrages anzusetzen.
Die Wertermittlung der Aktiva und Verbindlichkeiten wirkt sich unmittelbar auf die Höhe des Eigenkapitals aus.

## Ablauf
Für die Wertermittlung kommen fachkundige Sachverständige oder Gutachter in Frage. Auch bieten die meisten Immobilienmakler im Rahmen eines Verkaufs eine vorhergehende Wertermittlung gem. geltender ImmoWertV an. Diese erhalten einen Auftrag, der den genauen Ermittlungsumfang enthalten muss. Der Wertermittlung geht eine Informationsbeschaffung voraus, zu der bei Immobilien Grundbucheinsicht, Flurkarte, Grundstückskaufvertrag, Baubeschreibung und sonstige Beleihungsunterlagen gehören. Für die übrigen Schätzungsobjekte sind Kaufverträge, Inventare, Bauanleitungen, vorhandene Expertisen oder Ursprungszeugnisse vorzulegen. Insbesondere bei Immobilien empfiehlt sich für die Gutachter ein Lokaltermin. Die aus den Dokumenten gewonnenen Daten werden bei der Wertermittlung zum Verkehrswert verdichtet und in einem Gutachten (Wertgutachten) zusammengefasst. Die Wertermittlungsgebühr ist das Entgelt für die gutachterliche Tätigkeit.
Die Verpflichtung zur Bestellung eines Sachverständigen kann sich aus dem Gesetz ergeben. So ist gemäß § 2314 Abs. 1 BGB der Erbe gegenüber dem Pflichtteilsberechtigten verpflichtet, den Wert einzelner Nachlassgegenstände durch einen unabhängigen Sachverständigen schätzen zu lassen. Kreditinstitute sind nach Art. 229 Abs. 1 Kapitaladäquanzverordnung (englische Abkürzung CRR) ebenfalls verpflichtet, bei Immobilienfinanzierungen das Beleihungsobjekt zwecks Sicherheitenbewertung durch einen unabhängigen Sachverständigen schätzen zu lassen.

## Zweck
Wesentlicher Zweck der Bewertung ist, dass alle im Rahmen der Wertermittlung zu berücksichtigenden Aktiva und Passiva in Geldbeträge umzurechnen sind. Wertermittlungen dienen der Feststellung des Vermögenswerts zwecks Bilanzierung, Besteuerung, Veräußerung, Beleihung, Schadensregulierung (Neuwert), beim Rechtsstreit (Streitwert), in der Zwangsversteigerung sowie bei Auseinandersetzungen (Erbauseinandersetzung, Scheidung). Die einzelnen Vermögensgegenstände wie Wertpapiere, Grundeigentum, Fahrzeuge, Antiquitäten, Kunstgegenstände, Mobiliar, Sammlungen oder Schmuck unterliegen einer Wertsteigerung oder Wertminderung, so dass die Wertermittlung von Anfangs- und Endvermögen für alle Wirtschaftssubjekte von Bedeutung ist.